# Lutz Meier

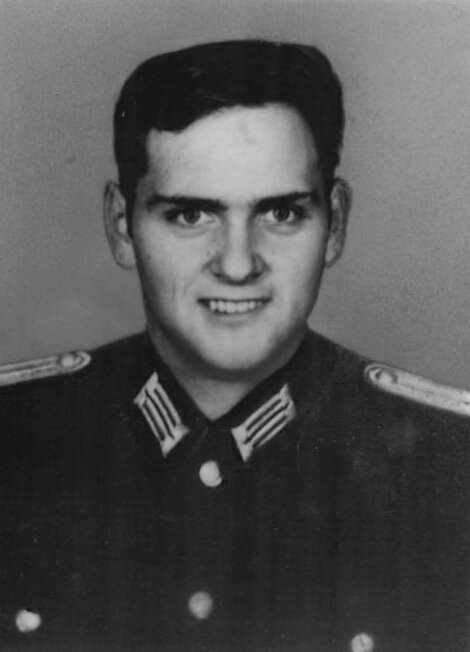
Leutnant Lutz Meier

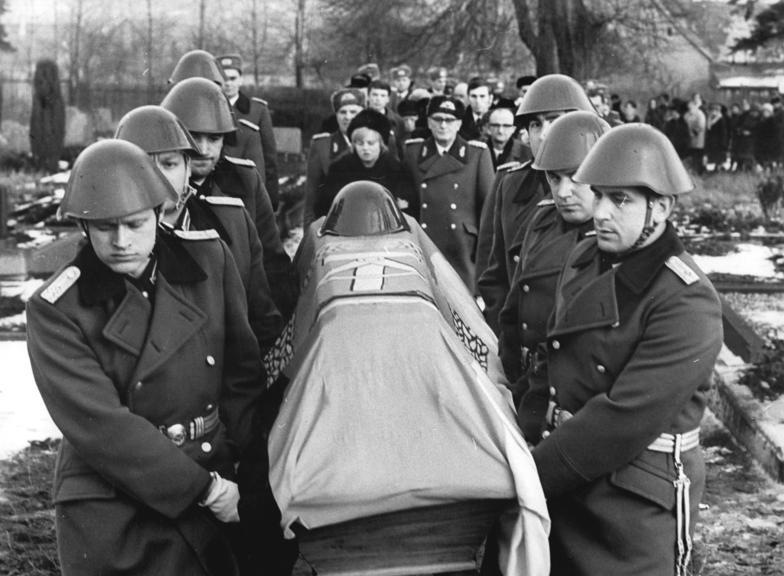
Beisetzung mit militärischen Ehren in Ahlsdorf

Lutz Meier (* 20. Oktober 1948 in Ahlsdorf; † 18. Januar 1972 bei Schierke) war ein deutscher Leutnant der NVA und Todesopfer der innerdeutschen Grenze.

## Leben
Als gelernter Elektromonteur wurde er Leutnant bei den Grenztruppen der DDR. Am 18. Januar 1972 wurde er nördlich vom Bodesprung tot aufgefunden. Er war während eines Streifenganges von seinem Begleiter, dem Soldaten Detlef K., überwältigt worden, welcher sich in die Bundesrepublik Deutschland absetzen wollte. Dabei fiel auch ein Schuss aus Detlef K.s Waffe, über dessen Folgen unterschiedliche Versionen bestehen. Letztlich kam es dann noch zu einem Kopfschuss aus Meiers Dienstpistole Makarow, den sich Meier wahrscheinlich selbst zufügte. Sein Tod im Dienst der DDR in Zusammenhang mit der Grenzverletzung des geflohenen Streifenpostens wurde von den DDR-Behörden für propagandistische Zwecke benutzt.
Gegen Detlef K. wurde im Oktober 1972 Anklage am Landgericht Hannover wegen Totschlags erhoben. Dieses lehnte jedoch im Juli 1973 die Eröffnung eines Hauptverfahrens ab, da die DDR-Generalstaatsanwaltschaft ein Rechtshilfeersuchen des niedersächsischen Justizministers unbeantwortet gelassen hatte und somit keine hinreichenden Beweise vorlagen.

## Ehrungen
Posthum wurde Lutz Meier die Verdienstmedaille der Nationalen Volksarmee in Gold verliehen.
In der DDR wurden mehrere Einrichtungen nach Lutz Meier benannt, so Polytechnische Oberschulen in Ahlsdorf, Schierke und Stendal sowie das Klubhaus des VEB Elektromotorenwerk (ELMO) Wernigerode.